# Clidemia vegaensis
Clidemia vegaensis är en tvåhjärtbladig växtart som beskrevs av Célestin Alfred Cogniaux. Clidemia vegaensis ingår i släktet Clidemia och familjen Melastomataceae. Inga underarter finns listade i Catalogue of Life.